# Снимак екрана
Снимак екрана је слика тренутног стања приказа на екрану (обично рачунара, мада се може односити и на ТВ или филмски екран).
У раним данима рачунарства, било је технолошки немогуће снимак екрана добити помоћу самог рачунара, већ је било неопходно снимак направити помоћу фото-апарата. Такво је стање било и у време бума осмобитних кућних рачунара (Синклер Спектрум, Комодор Ц-64, Амстрад итд.).
Развојем рачунарског софтвера и графике, постало је могуће тренутни приказ са монитора одштампати или осветлити на филму (помоћу уређаја за осветљавање дијапозитива), да би каснији напредак оперативних система ка графичким окружењима (Епл Мекинтош, Microsoft Windows) омогућио да се снимак екрана убаци у клипборд или сними у датотеку једноставним притиском на дугме.